# Sikkelkruid
Sikkelkruid (Falcaria vulgaris) is een vaste of soms eenjarige plant, die behoort tot de Schermbloemigen (Apiaceae). De soort staat op de Nederlandse Rode lijst van planten als een soort die in Nederland zeer zeldzaam en stabiel of toegenomen is. De plant komt voor in Midden-Europa tot West- en Zuidwest-Azië. Het aantal chromosomen is 2n = 22.
De plant wordt 20 - 60 cm hoog, vormt een halfrozet en is van de voet af vertakt. De plant heeft een blauwachtige kleur. De onderste bladeren zijn enkel of dubbel veerdelig en drietallig geveerd met tot 30 cm lange, meestal lijnvormige, fijn gezaagde slippen. De bovenste bladeren zijn drietallig. Het middelste blaadje is zeer diep driedelig of driespletig en de twee zijdelingse blaadjes zijn twee- tot driespletig. De bladrand is gelijkmatig, scherp gezaagd.
Sikkelkruid bloeit van juni tot in september met witte bloemen in een 9 - 18 stralig samengesteldscherm van de 1ste orde. Meestal zijn er 4 - 8 priemvormige omwindselblaadjes aanwezig. De kroonbladen zijn ongeveer 0,6 mm lang. De bloemen produceren nectar en worden bestoven door vliegen en kevers.
De geribde, 3 - 4 mm lange, liniaal-langwerpige, kale splitvrucht bestaat uit twee, op doorsnede ronde nootjes. De vrucht is op vooraanzicht 2,0 - 3,5 keer zo lang als breed. De afgebroken stengels met rijpe vruchten worden vaak door de wind voortgeblazen, waardoor de zaden zich verspreiden.

## Ziekten
Sikkelkruid kan aangetast worden door de roest Puccinia sii-falcariae. De aangetaste bladeren scheiden een nectarachtige vloeistof uit dat insecten lokt, die vervolgens de roestsporen verspreiden.

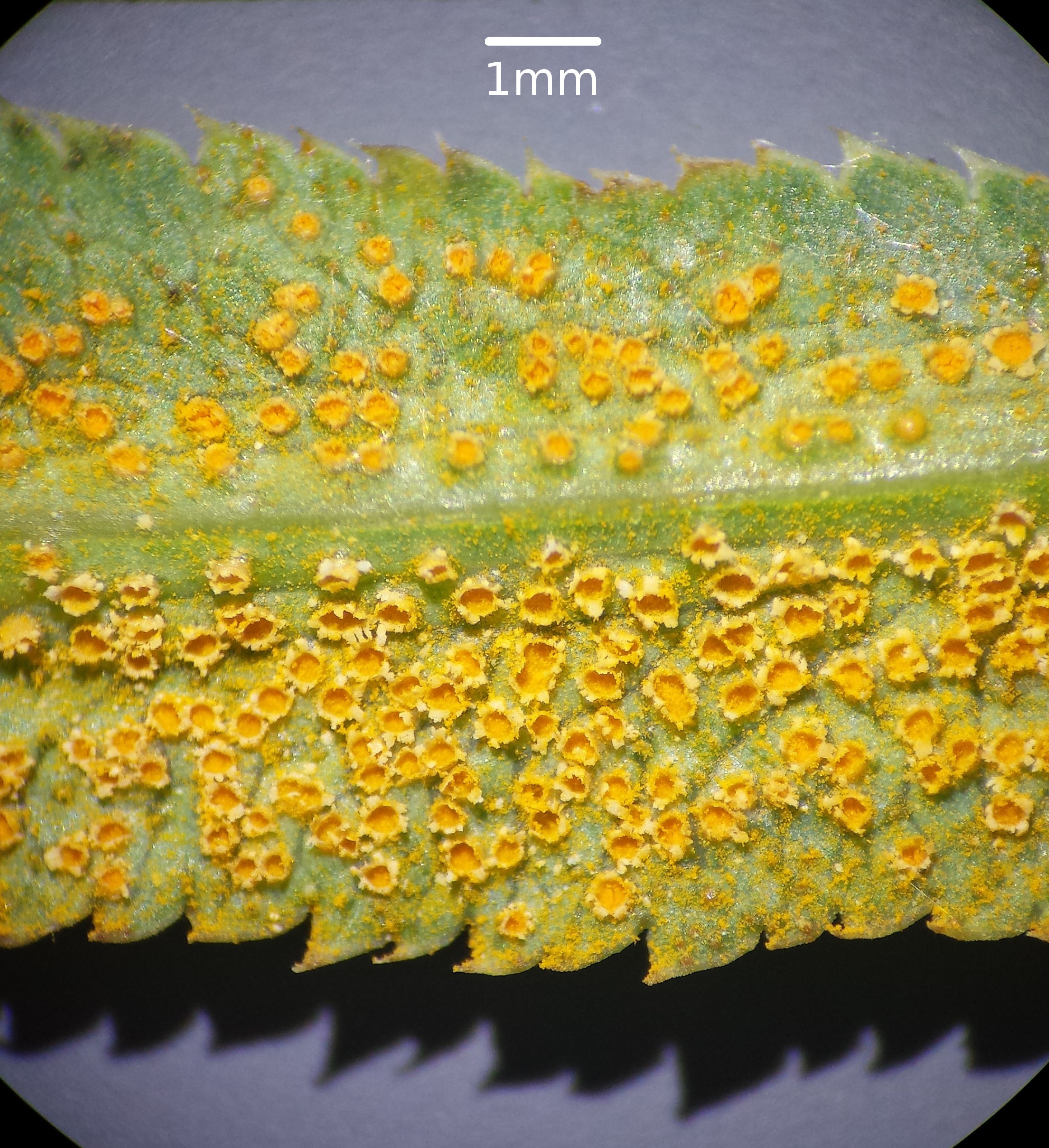
Blad aangetast door de roest Puccinia sii-falcariae

## Voorkomen
Sikkelkruid komt voor op droge, kalkrijke, diep doorwortelbare grond langs struikranden, wegen en akkerranden.

## Fotogalerij

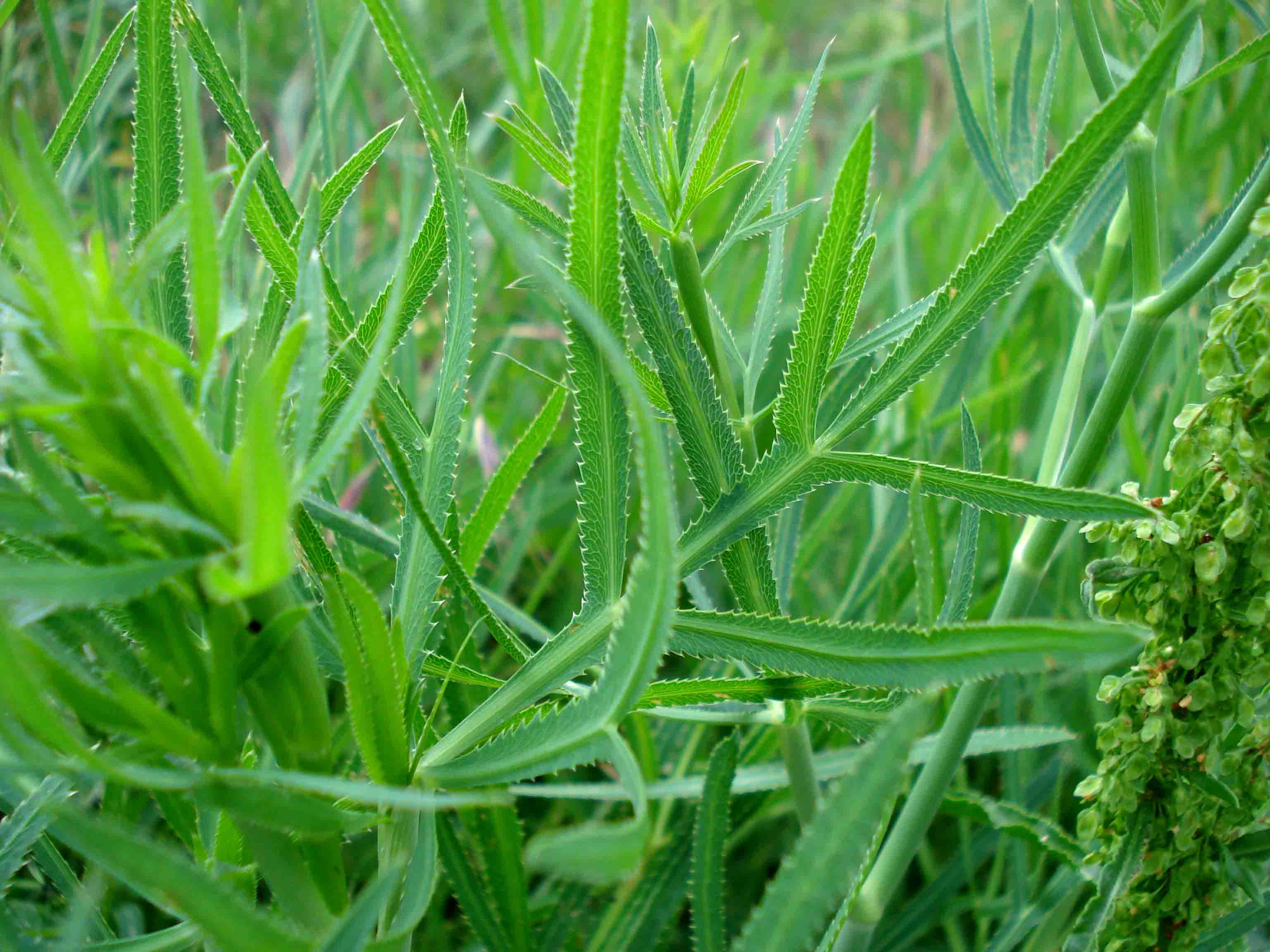
Blad
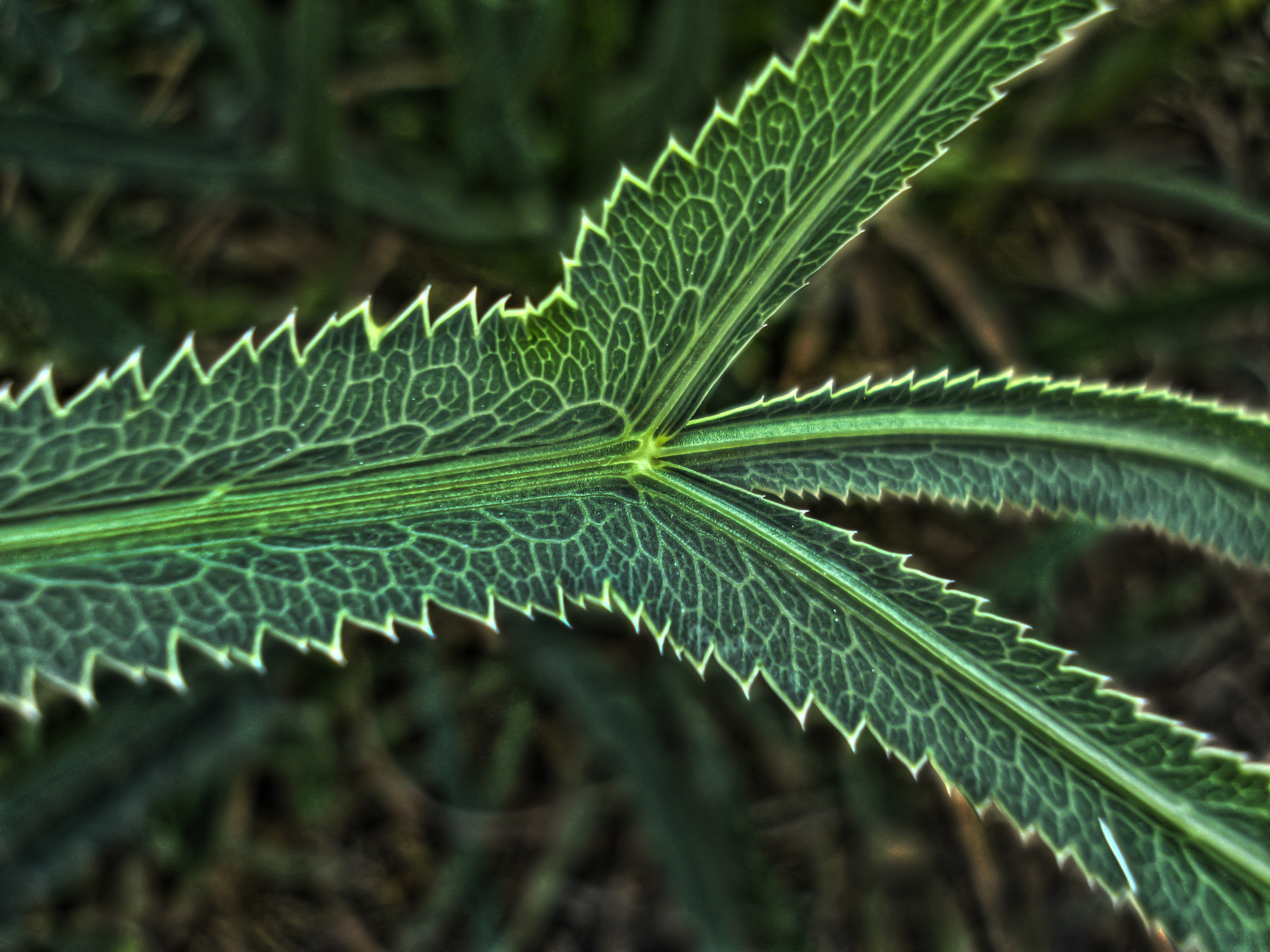
Detail blad
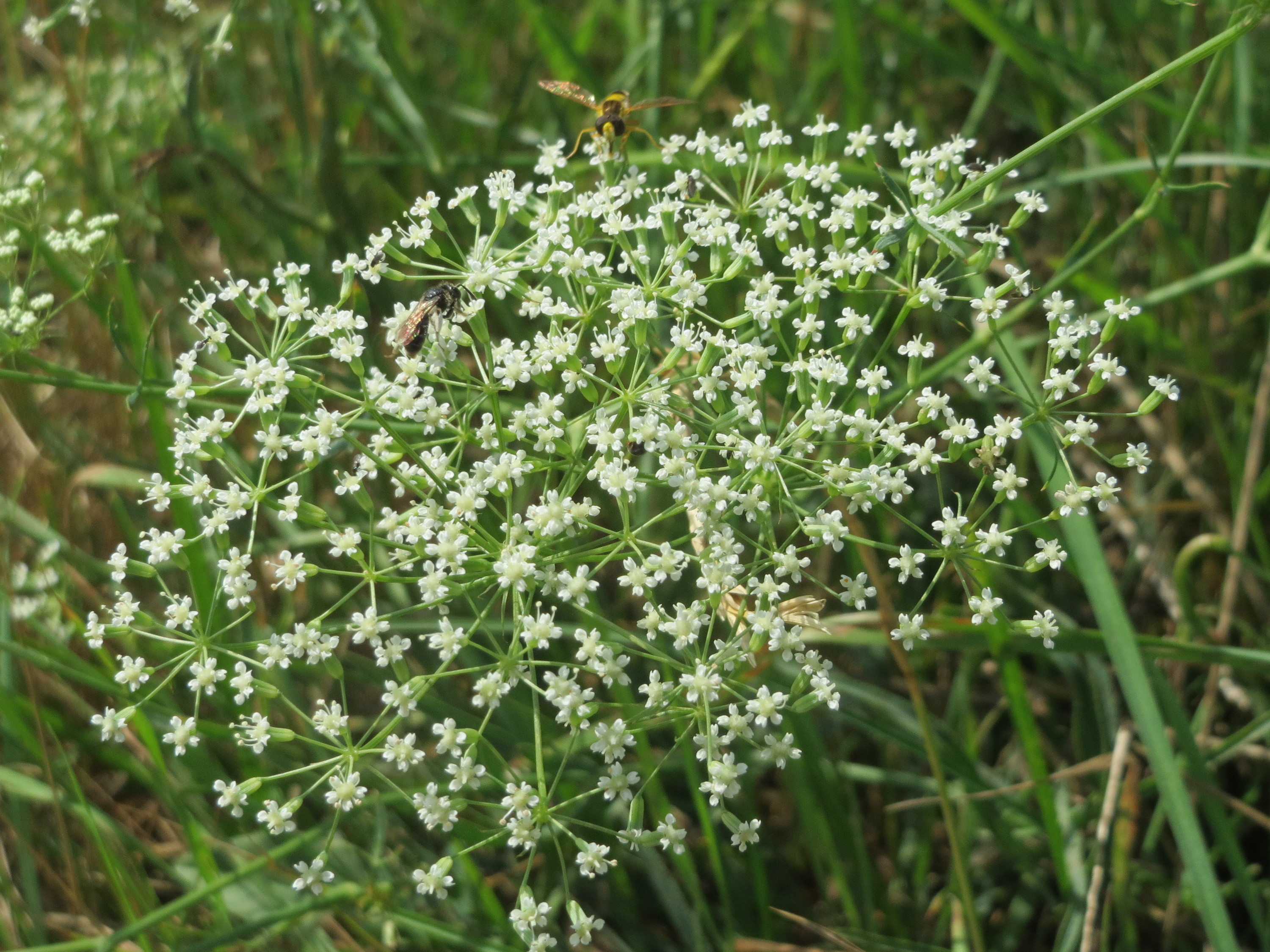
Bloeiwijze
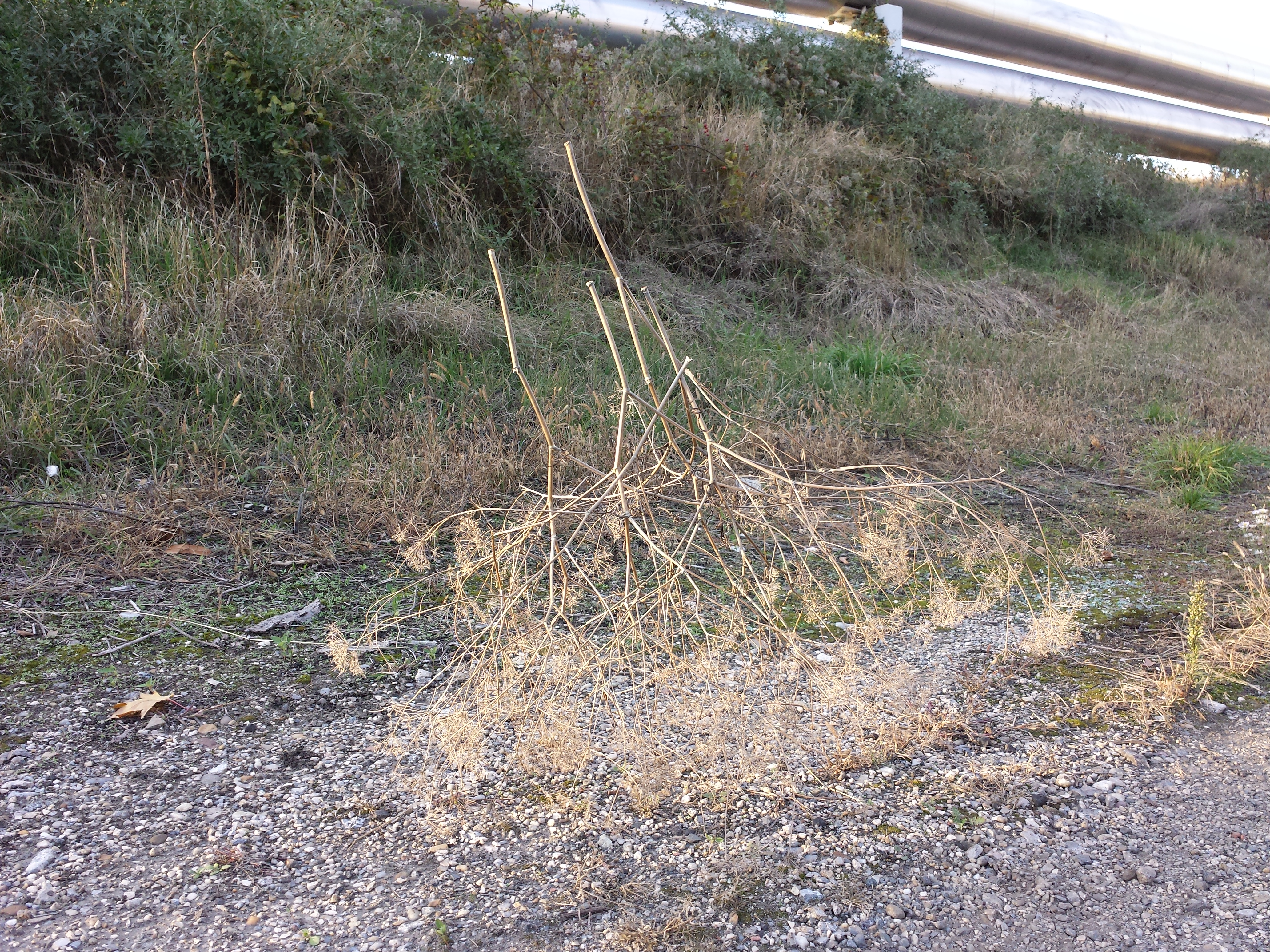
Stepperoller
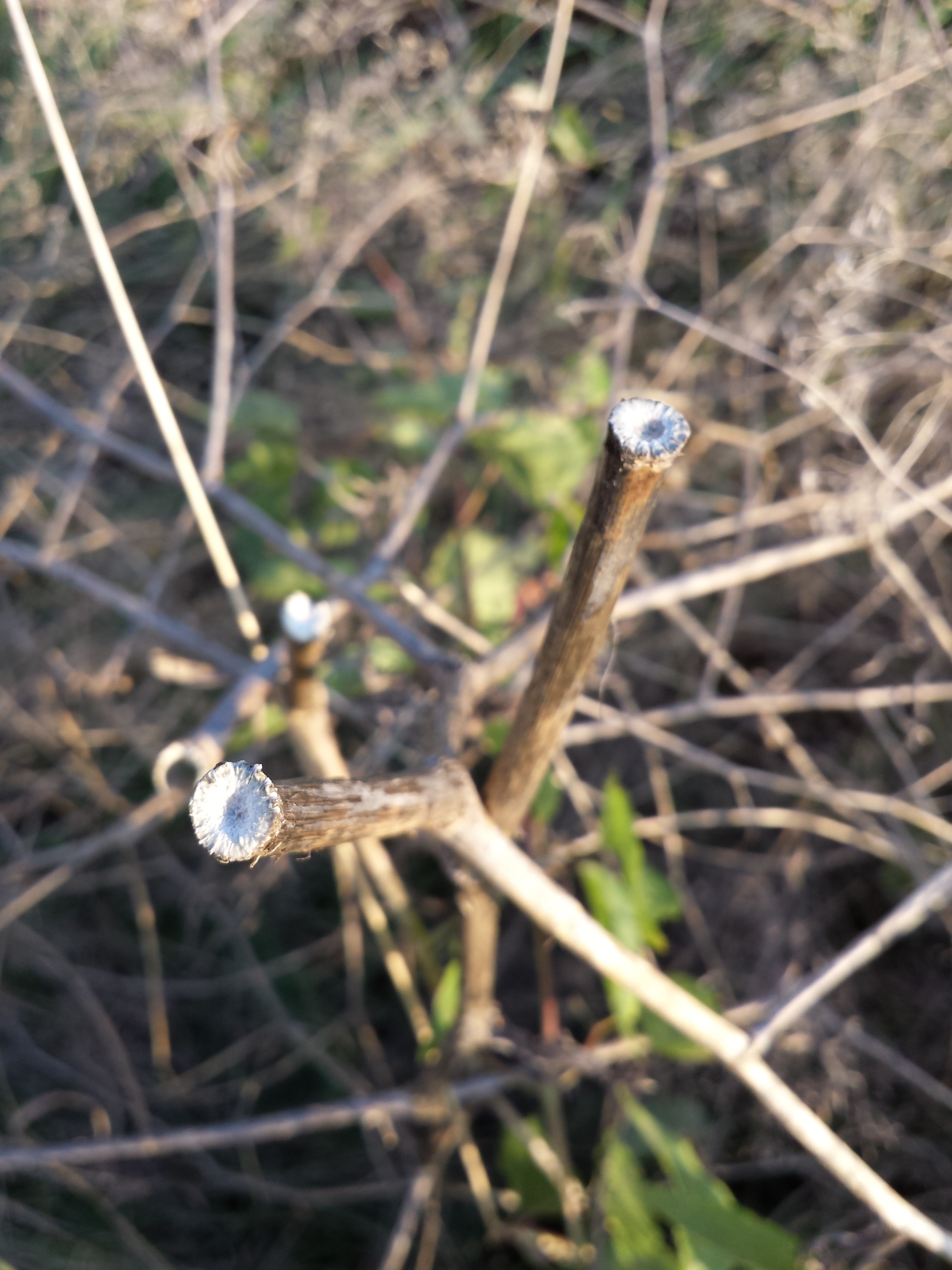
Stengel met afbreekplaatsen